# Kaltwasseraquarium

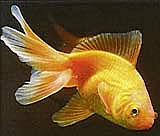
Goldfisch – eine der Arten, die im Kaltwasseraquarium gepflegt werden kann

Ein Kaltwasseraquarium ist ein spezielles Aquarium, bei dem auf eine Heizung verzichtet wird. Sie stellen die ältesten Formen von Aquarien dar. Es unterscheidet sich dadurch vom klassischen Süßwasseraquarium. Je nach den gepflegten Arten kann es dagegen notwendig sein, ein Kühlaggregat anzubringen.
Kaltwasseraquarien sind besonders zur Pflege der in Mitteleuropa heimischen Fischarten geeignet. Aber auch der Goldfisch zählt zu den Fischen, die in einem Kaltwasseraquarium die besten Lebensbedingungen finden.

## Fischarten, die in einem Kaltwasseraquarium gehalten werden können
Einheimische Arten:
- Bachschmerle (Barbatula barbatula)
- Bitterling (Rhodeus amarus)
- Dreistachliger Stichling (Gasterosteus aculeatus)
- Elritze (Phoxinus phoxinus)
- Gründling (Gobio gobio)
- Karausche (Carassius carassius)
- Kaulbarsch (Gymnocephalus cernuus)
- Moderlieschen (Leucaspius delineatus)
- Rotfeder (Scardinius erythrophthalmus)
- Steinbeißer (Cobitis taenia)
- Ukelei/Laube (Alburnus alburnus)

Fremdländische Arten:
- Blaubandbärbling (Pseudorasbora parva)
- Kardinalfisch (Tanichthys albonubes)
- Paradiesfisch (Macropodus opercularis)
- Prachtbarbe (Pethia conchonius)
- Regenbogenelritze (Notropis chrosomus)
- Scheibenbarsch (Enneacanthus chaetodon)
- Zebrabärbling (Danio rerio)

Zuchtformen:
- Brokatbarbe (Puntius semifasciolatus)
- Goldfisch (Carassius gibelio forma auratus)
- Goldorfe (Leuciscus idus)
- Guppy (Poecilia reticulata)
- Papageienplaty (Xiphophorus variatus)